# Vodafone Italia
Vodafone Italia S.p.A. es una empresa de telecomunicaciones que opera en Italia, que forma parte del grupo suizo Swisscom.
En Italia, es el tercer operador de telefonía móvil (30% del mercado a 30 de junio de 2018) después de Wind Tre y TIM y el segundo operador de telefonía fija (13,3% del mercado a 30 de junio de 2018) después de TIM. Para SIM M2M (sector IoT) es el líder con una cuota de mercado del 49%.
Tiene su sede legal, administrativa y de gestión en Ivrea, en via Jervis 13.
La filial Vodafone Gestioni S.p.A. tiene su domicilio social en Milán, en via Lorenteggio 240, pero la oficina administrativa y de gestión se encuentra en Ivrea.
A partir de junio de 2016 se convirtió, con Tiscali y BT Italia, en el principal proveedor de conectividad de la administración pública italiana, tras haber ganado la licitación de la Consip para el sistema público de conectividad.
Omnitel Pronto Italia S.p.A., tras la adquisición por parte de Vodafone se convirtió en Vodafone Omnitel S.p.A. el 1 de junio de 2002, y en diciembre del mismo año Vodafone Omnitel N.V. transfiriendo el domicilio social a los Países Bajos; en 2013, el nombre de la empresa pasó a ser Vodafone Omnitel B.V., para finalmente tomar su nombre actual en noviembre de 2015 y trasladar el domicilio social a Italia.